# Dourine
La dourine est une maladie infectieuse des équidés due à une espèce de trypanosome, Trypanosoma equiperdum. Elle est transmise lors des saillies ou par insémination artificielle avec du sperme infecté. Elle n'est pas transmissible à l'homme. 
Elle se manifeste par de la fièvre, un œdème et des ulcères des muqueuses génitales, des plaques d'urticaires sur le corps et une paralysie musculaire progressive. Il existe uniquement des traitements symptomatiques et pas de vaccin.

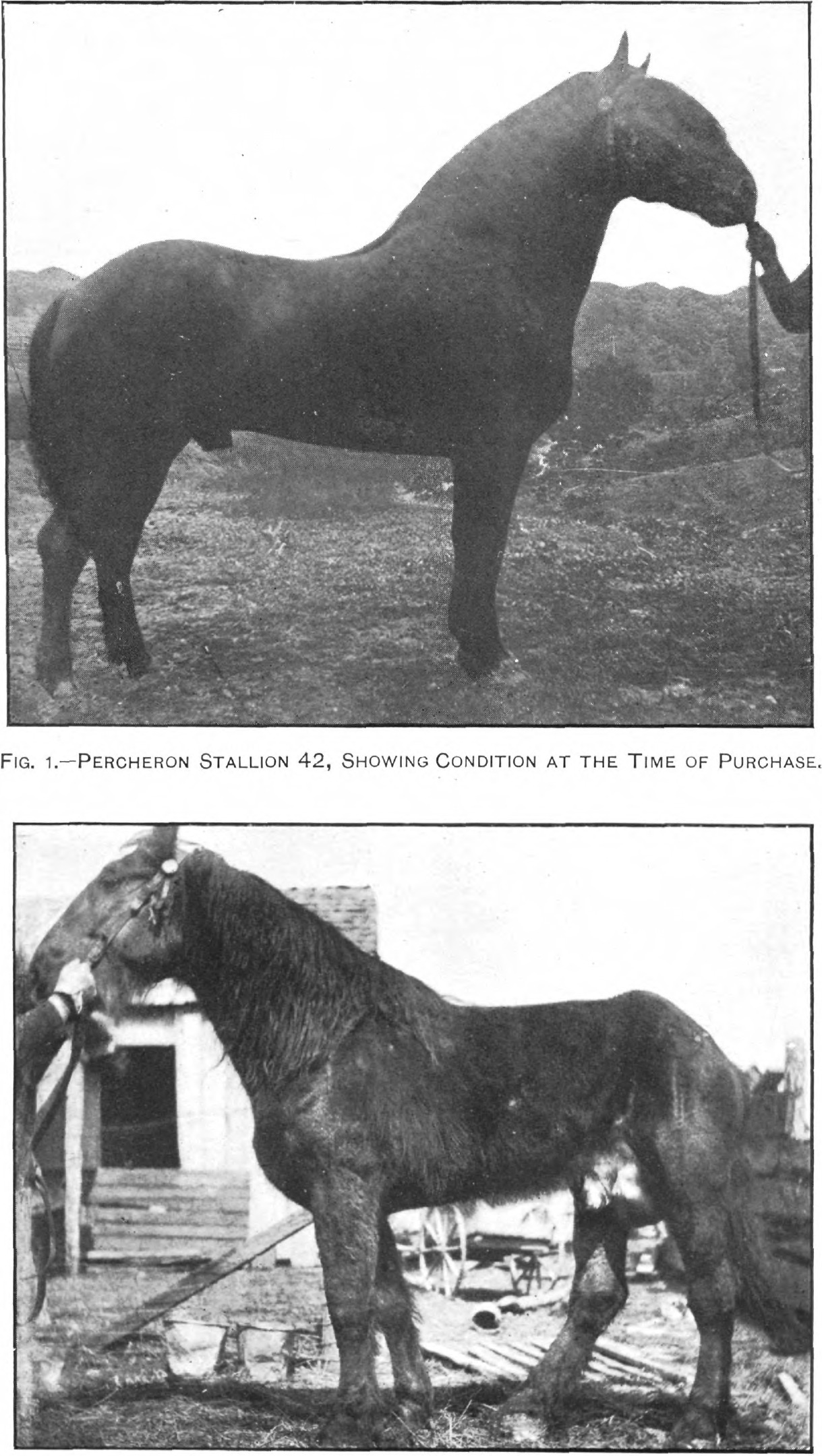
Cheval avant et après son atteinte par la dourine (1911).

La dourine a été éradiquée en Amérique du Nord et en Europe, mais elle subsiste en Afrique, en Asie et probablement en Amérique latine. En Europe, elle est depuis 1990 une maladie à déclaration obligatoire et l'OIE recommande l'abattage des animaux atteints.